# Снохацтво

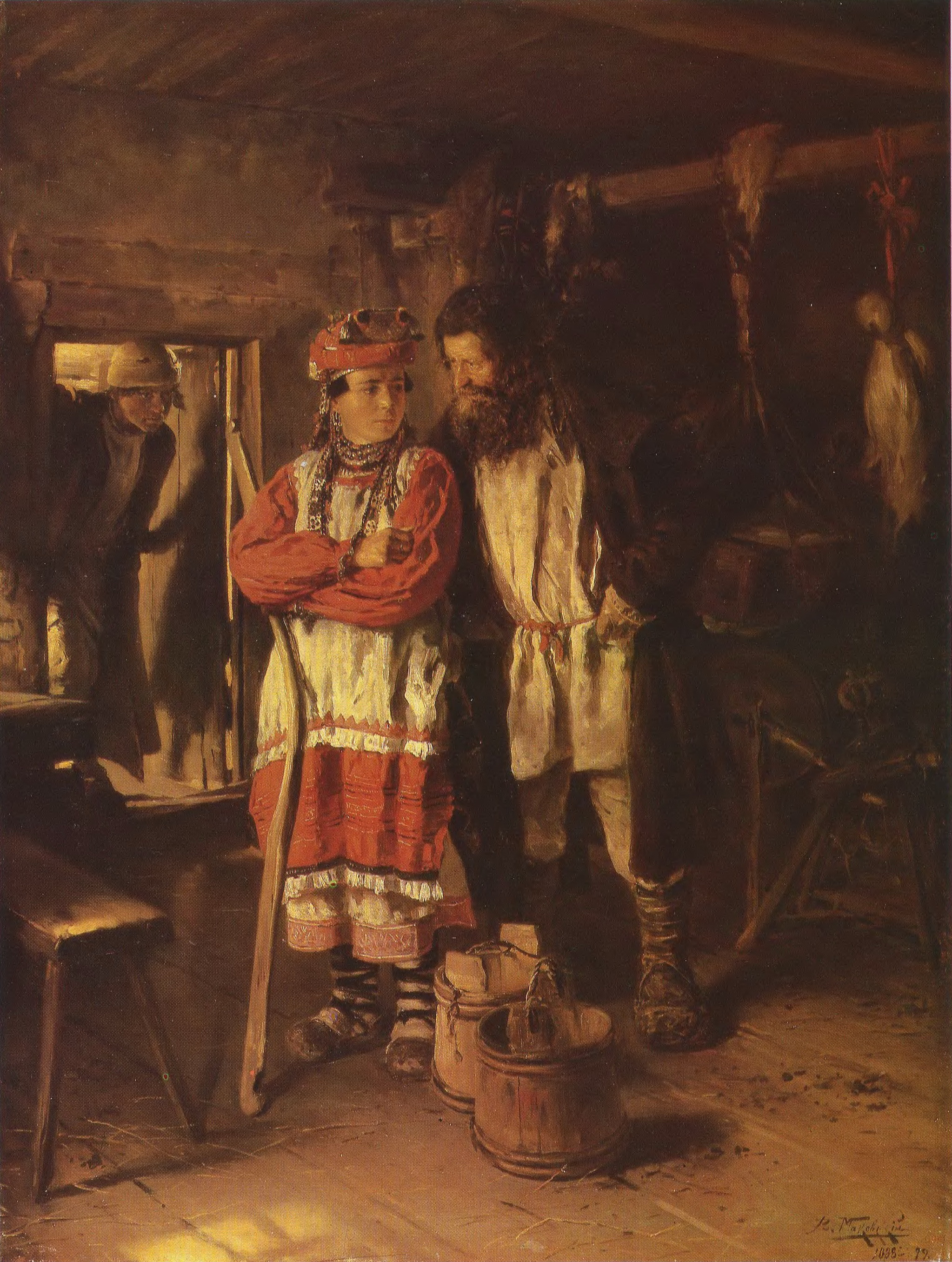
Картина Володимира Маковського «Свекор», 1888 рік

Сноха́цтво — поширений серед росіян у Російській імперії звичай статевих стосунків між батьком сім'ї, господарем селянського двору та його невісткою (рос. сноха) під час неповноліття або відсутності сина. Це явище було дуже поширено в XVIII—XIX сторіччях, насамперед у зв'язку із призовом молодих селян у рекрути, а потім і з тої причини, що молодь ішла працювати до міст і полишала дружин удома в селі.
Російське явище снохацтва, тісно пов'язане із існуванням в Росії так званих "большаків", саме вони часто і здійснювали звичай снохацтва. 

## Історія
Заради залучення додаткових робітників до домашнього господарства шлюби в сільській місцевості Росії часто укладалися, коли нареченому було шість або сім років. Під час неповноліття чоловіка, нареченій часто доводилося терпіти залицяння свого наполегливого тестя. Є перекази, що в середині 19 століття, наприклад в Тамбовській губернії 12-13-річних хлопців часто одружували з 16...17-річними дівчатами. Батьки хлопчиків влаштовували такі шлюби, щоб скористатися відсутністю досвіду у синів. Снохацтво тягнуло за собою склоки в родині і справляло моральний тиск на свекруху, яка зазвичай ставилася до дружини сина, як до суперниці за прихильність власного чоловіка.
Снохацтво вважалося кровозмішенням у Російській православній церкві та непристойним для общини, сільської громади. Юридично це вважалося видом зґвалтування і каралося від п'ятнадцяти до двадцяти ударів батогом. Зрозуміло, що випадки снохацтва не набули розголосу, а злочин залишався прихованим, що ускладнювало оцінку його справжнього розмаху у Російській імперії.
Одним із перших російських письменників, які засудили снохацтво, назвавши його різновидом «сексуального приниження», був ще наприкінці 18 ст. Олександр Радищев, який вбачав у ньому наслідок російського кріпацтва.
Водночас, публіцист В. Д. Набоков (батько письменника В. В. Набокова) писав: «Ніде, здається, окрім Росії, — немає принаймні того, щоб один вид кровозмішення набув властивостей майже пристойного побутового явища, отримавши відповідну назву — снохацтво».

## В культурі
Снохацтво згадується в художній літературі («Батьки і діти» І. Тургенєва, «Життя однієї баби» М. Лєскова, «Колодязь» С. Логінова). В книзі В. Дорошевича «Сахалін» згадується народна прикмета: рос. Как снохач помогать возьмётся — колокол с места не сдвинешь. Згадується снохацтво й в опері Д. Шостаковича «Леді Макбет Мценського уєзда». Також снохацтво трапляється в романі М. Шолохова «Тихий Дон».

## В Україні
Всупереч думці деяких російських етнографів, снохацтво на землях заселених українцями, поширено не було. В Україні був розповсюджений нуклеарний тип сім'ї[джерело?], де цьому явищу не могло бути місця. Натомість такий звичай міг існувати між кумами. У ХІХ ст. багато селян виїжджали в міста на заробітки. Відсутність чоловіка вдома могла тривати місяцями, через це їхні дружини нерідко вступали у статеві стосунки з власним кумом. Така поведінка сприймалась як подружня зрада, тож це різко засуджувалось тогочасним українським суспільством і не вважалось за норму[джерело?] як снохацтво на російських землях.
Разом з тим, цією темою свого часу цікавився Іван Франко, який підготував та надрукував статтю "Сліди снохацтва в наших горах". У ній він зазначав: "Звичай сей случається особливо там, де люди живуть по патріархальному, великими сім’ями. Й поки син доросте, [батько. – Ред.] сам заступає невістці мужа". Посилаючись на деякі описи подорожніх, Іван Франко стверджує, що для українського гірського регіону цей звичай рідкісний. "У нас, особливо на Підгір’ю, трапляються випадки снохацтва як одиничні випадки", - підсумовує він. 
Подібні твердження зустрічаємо й у інших авторів. Ось що писав Марко Грушевський у праці "Дитина в звичаях і віруваннях українського народу": "Снохацтво є звичай, що свекор жиє в полових зносинах з своєю невісткою. Стрічає ся у народів, що ще жиють на патріярхальний лад. У Великоросії він дуже розповсюджений, на Україні доховалися тільки його незначні останки". Водночас автор підкреслює суспільне засудження такої поведінки: "Противне це совісті людській".